# Tatár Eszter
Tatár Eszter (Budapest, 1932. április 10. – 2024. november 9.) Jászai Mari-díjas magyar színházrendező, műfordító, játékmester, színész. 

## Életpályája
1950–1954 között a Színház- és Filmművészeti Főiskola rendező szakos hallgatója volt. Diplomaszerzése után a Pécsi Nemzeti Színházhoz szerződött, majd a győri Kisfaludy Színház tagja lett. 1962-től a Nemzeti Színház művésze volt. Több éven át dolgozott a Madách Színházban majd a Turay Ida Színházban. Főként játékmesterként és rendezőasszisztensként tevékenykedett.

## Filmes és televíziós szerepei
- Pirx kalandjai (1973)
- Zokogó majom (1978) – A Kövespad lakója
- Anyám könnyű álmot ígér (1979)
- Tíz év múlva (1979)
- A tönk meg a széle (1984)
- Várunk rám (1991)

## Díjai és kitüntetései
- Farkas-Ratkó-díj (1973)
- Jászai Mari-díj (1989)
- Magyar Köztársasági Bronz Érdemkereszt (2006)
- Az MMA Színházművészeti Tagozatának Díja (2022)